# Alwa's Awakening
Alwa's Awakening es un videojuego metroidvania desarrollado por Elden Pixels. Fue lanzado por primera vez en 2017.

## Jugabilidad
La protagonista Zoe ha sido transportada mágicamente a la tierra de Alwa, donde deberá rescatar a los ciudadanos indefensos de un malvado amo y sus secuaces. La jugabilidad está inspirada en los juegos de consola de la era de los 8-bit, y utiliza gráficos de arte pixelado. Es un juego del tipo metroidvania, un subgénero de los videojuegos de desplazamiento lateral con elementos de puzles y plataformas. El juego implementa puntos de guardado, donde los jugadores podrán resumir la partida en caso de que mueran. También podrán revivir en dichos puntos de forma indefinida.

## Desarrollo
Mikael Forslind, el diseñador de juego en jefe y CEO de Elden Pixels, se inspiró en Battle Kid: Fortress of Peril y Trine 2 para hacer un juego de plataformas que se enfocara más en un diseño de niveles interesante que en el combate. Ellos quisieron hacer un homenaje que pareciera un juego salido directamente de la era de los 8-bit con todas sus limitaciones, como una relación de aspecto 4:3 y arte pixelado. Fue lanzado para Linux, macOS y Windows el 2 de febrero de 2017, para Nintendo Switch el 27 de septiembre de 2018, y para PlayStation 4 el 21 de marzo de 2019. Elden Pixels dijo que el port de Switch vendió en su primera semana la misma cantidad de copias que vendió la versión de Steam en su primer mes. En 2021, se anunció Alwa's Awakening: 8-bit Edition, un port para la Nintendo Entertainment System en forma de un cartucho físico ROM. Alwa's Awakening también fue empaquetado con su secuela, Alwa's Legacy, en Alwa's Collection.

## Recepción
En Metacritic, Alwa's Awakening recibió reseñas mixtas en su versión de PC, y reseñas positivas en la Nintendo Switch. Rock Paper Shotgun lo llamó «un ejemplo verdaderamente espléndido» de los primeros juegos metroidvania que, aunque no sea revolucionario, añade sus propias ideas originales e interesantes a la fórmula. Describiendo la jugabilidad como «poco cocinada», Hardcore Gamer dijo que se enfoca demasiado en la nostalgia para su propio bien. Hardcore Gaming 101 dijo que Alwa's Awakening es un juego agradable pero poco ambicioso que «nunca se siente que alcance todo su potencial». Nintendo Life lo llamó «una experiencia metroidvania de calidad que bien vale tu tiempo» que, sin embargo, no logra destacar de sus competidores. NintendoWorldReport escribió que «Aunque no reinvente la rueda, está extremadamente pulido y alcanza exitosamente la vibra retro a la que aspira».